# Allendorf (Türingia)
Allendorf település Németországban, azon belül Türingiában. Lakosainak száma 336 fő (2023. december 31.).

## Népesség
A település népességének változása:
| Lakosok száma | 352  | 342  | 341  | 325  | 338  | 336  |
|               | 2013 | 2017 | 2019 | 2021 | 2022 | 2023 |